# Тристан и Изольда (мини-сериал)
«Триста́н и Изо́льда»  («Се́рдце и ме́ч») (итал. Tristano e Isotta (Il cuore e la spada)) —  четырёхсерийный европейский мини-сериал, поставленный режиссёром Фабрицио Коста в 1998 году по роману Жозефа Бедье «Тристан и Изольда».

## Сюжет
Сериал поставлен близко к тексту, без вольных отступлений от сюжета. Тристан, сын короля Ривалена из Лоонуа, родился при трагических обстоятельствах: его отца свергли с престола и убили, а мать умерла во время родов. Юного принца вырастил верный рыцарь Горвенал. Принц Тристан под видом менестреля живёт в Тинтагеле при дворе своего дяди Марка — короля Корнуолла, который относится к нему как к сыну и планирует сделать его своим преемником. Король Ирландии присылает своего сына Морольда требовать уплаты высоких налогов, а если Корнуолл не заплатит дань, Морольд угрожает увести в плен мирных жителей и начать войну с Корнуоллом. Тристан вызывает Морольда на поездинок и убивает его, но сам опасно ранен отравленным оружием Морольда. Тристан садится в ладью и уплывает в море в надежде на магическое исцеление. Ладья пристаёт к берегам Ирландии, где его спасает Изольда Белокурая вместе со своей мачехой, искусной врачевательницей и колдуньей. Когда становится известно, кто он, Тристан отправляется назад, в Корнуолл, где бароны убеждают короля Марка выбрать жену для себя. Тристан рассказывает королю Марку о красоте и милосердии своей спасительницы и предлагает дяде привезти девушку, которая была бы достойной стать королевой, — златовласую Изольду, дочь короля Ирландии. Юноша отправляется в Ирландию, чтобы просить красавицу выйти замуж за короля...

## В ролях
- Ральф Бауэр — Тристан
- Леа Боско — Изольда
- Йоахим Фуксбергер — король Марк
- Пьер Коссо — Горвенал
- Мандала Тайде — Бранжьена
- Францис Фултон-Смит — Деноален
- Беким Фехмию — Гормонд
- Стефано Корси — Оргин
- Пьер Паоло Каппони — Динас
- Лоренцо Флаэрти — Каэрдин
- Джованни Ломбардо Радиче — барон Андре
- Туре Райфенштайн — Риол
- Аффиф Бен Бадра — Маринайо
- Акилле Бруньини — Весково
- Даниэль Чеккальди — герцог Хоэл
- Мария Шнайдер — королева Ирландии, мачеха Изольды

## Съёмочная группа
- Режиссёр Фарбицио Коста
- Продюсеры Дорис Кирш, Ансельмо Парринельо
- Сценарист Лучо Де Каро
- Композитор Марко Фризина

## Издание на видео
- Этот мини-сериал демонстрировался на российском телевидении, был профессионально переведён и озвучен.
- В России пока не выпущен на DVD.